# Friedrichsfels (Lug)

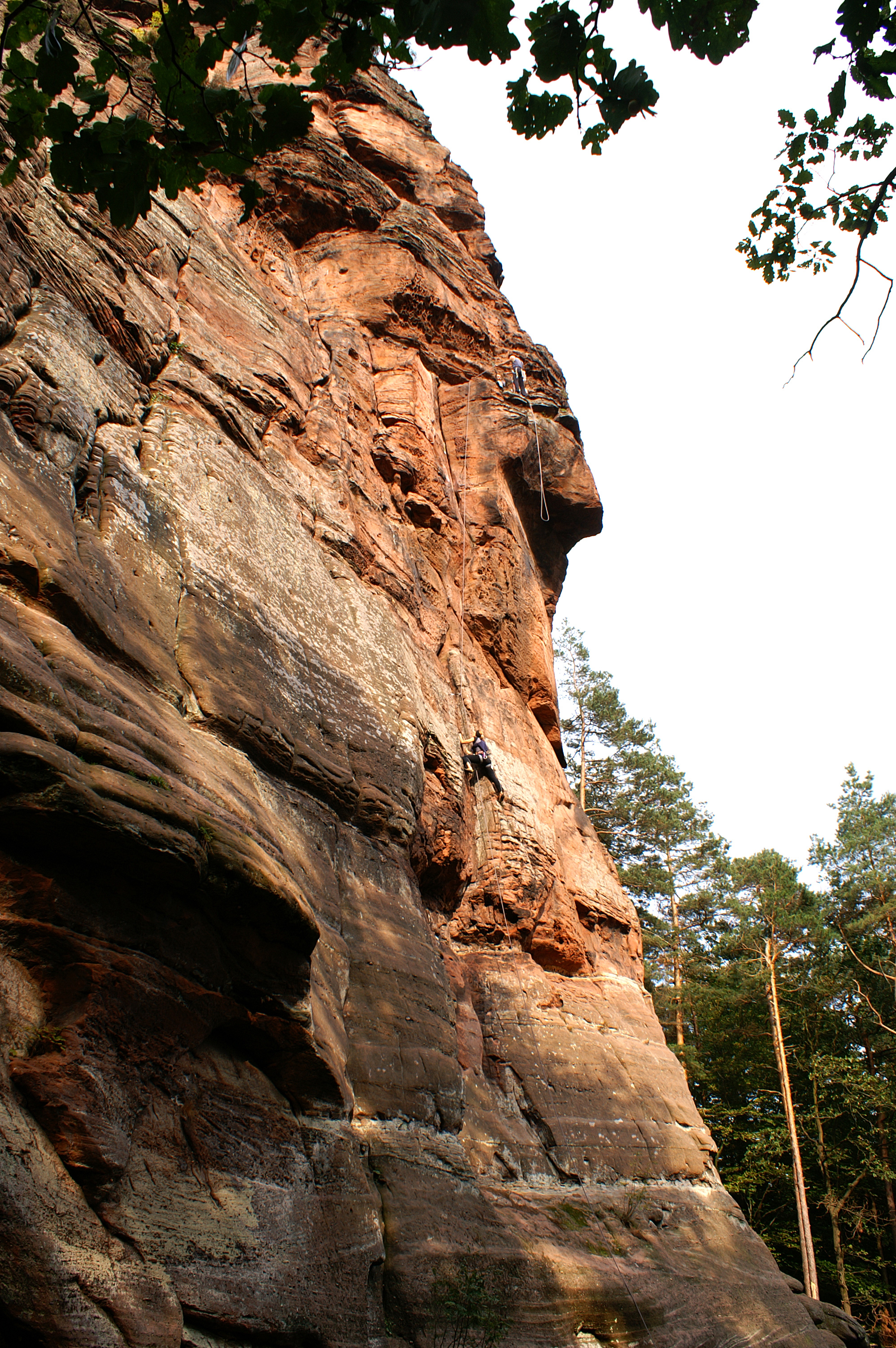
Friedrichsfels mit Kletterern

Der Friedrichsfels – alternativ Friedrichsfelsen, Luger Friedrich oder Luger Fritz genannt – ist eine Felsformation im Pfälzerwald.

## Lage und Beschaffenheit
Der Felsen befindet sich inmitten des Dahner Felsenlandes auf Gemarkung der Ortsgemeinde Lug an der Südwestflanke des Höllenbergs; das Siedlungsgebiet der Gemeinde beginnt bereits wenige hundert Meter südöstlich. Wenige hundert Meter weiter westlich beziehungsweise nordwestlich befindet sich bereits die Gemarkungsgrenze zu Spirkelbach.
Beim Friedrichsfels handelt es sich um einen Felsturm; er befindet sich in 317 Metern Höhe. Der Fels ist 58 oder 59 Meter hoch, verfügt über eine hervorstehende Felsnase und über eine Abseilstelle.

## Tourismus und Geschichte
Der Felsen gehört innerhalb des Dahner Felsenlandes  zu denjenigen, die am stärksten von Kletterern frequentiert werden. Er ist Bestandteil des Klettergebiets Pfälzer Wald und gehört dort zum „Luger Gebiet“.
Am Friedrichsfels vorbei führen der Premiumwanderweg Spirkelbacher Höllenberg-Tour, ein Wanderweg, der mit einem blauen Kreuz markiert ist und der von Niederhausen nach St. Germanshof verläuft. Außerdem fungiert er als Wahrzeichen der Deutschen Schuhstraße, die in seinem Einzugsgebiet vorbeiführt.
Der Felsen wurde 1911 erstmalig von Friedrich Mann – Spitzname „Fritz“ – als Vorsteiger Gruppe von Kletterern aus ludwigshafen am Rhein bestiegen und erhielt auf diese Weise seinen Namen.